# FontForge
（2004年3月前称为）是一款全功能的支持所有通用字体格式的字体编辑器，主要由George Williams开发，FontForge是自由软件，并以GNU通用公共许可证第3版及三句式BSD许可证授权。该软件用于多个操作系统（包括Linux、Windows和OS X）并翻译成12种语言。

## 特性
FontForge是“非常强大的提供实际地所有FontLab特性的软件系统，还具有一些独特的甚至革命性的特性。”
为实现自动的格式转换和其他重复的任务，Fontforge执行两种脚本语言：自有的语言和Python。FontForge可以通过其GUI、命令行运行脚本并且还提供其功能作为一个Python模块，因此能被整合到任何Python程序中。
Fontforge支持Adobe的OpenType 特性文件规格（用自带语法扩展）。还支持为Cambria Math引入的、并被Office 2007、XeTeX和LuaTeX支持的非官方的微软数学编排扩展（MATH table）。至少一种自由OpenType数学字体用FontForge开发。（参见下文）
FontForge使用FreeType在屏幕上显示字体。从2008年11月15日版起，FontForge可用libcairo和libpango软件库实现图形和文本显示来提供反锯齿图形和复杂文本输出支持。
FontForge能用Potrace或AutoTrace以自动追踪位图并导入到字体中。
FontForge源代码的一部分被LuaTeX排版引擎用于读取和分析OpenType字体。
FontForge源代码在fonttools目录下包含有许多实用程序，包括了显示二进制字体文件内容的showttf，以及WOFF转换器和反转换器。

## 支持的格式
FontForge支持许多字体格式。自带的“样条函数字体数据库”格式（.sfd）是基于文本的，并促进设计者之间的合作，不同的文件可以很容易的创建。这软件支持许多其他字体格式并从一种格式转换到另一种格式。支持的字体格式有：TrueType（TTF），TrueType Collection（TTC），OpenType（OTF），PostScript Type 1，TeX位图字体，X11 OTB位图（仅sfnt），Glyph Bitmap Distribution Format（BDF），FON（Windows），FNT（Windows）和Web Open Font Format（WOFF）。FontForge还能输入和输出字体为可縮放向量圖形（SVG）和Unified Font Object（UFO）格式。

## 开发历史
FontForge项目由George Williams作为闲暇时的项目发起，而且最初从2001到2004年3月以PfaEdit为名发布。
George活跃地开发、维护这个程序及相关工具集大约12年的时间。2011年中Dave Crossland开始较为活跃地贡献这个项目，而且这个项目从SourceForge转移到Github。Dave自己不是一名软件开发者，他开始提供入门级字体设计工作环境通过TeX Users Group去筹款并吸引合约开发者去维护并开发程序。FontForge的开发变得更活跃，而且Khaled Hosny和Barry Schwartz是知名的开发者，但是2012年末他们和Dave不同意项目的发展方向，所以他们把FontForge复刻为SortsMill Tools。
2011年FontForge通过Dr. Ben Martin与来自TUG的支持打包成Mac OS X上的简易安装包。同时Matthew Petroff发布了他的Windows构建系统和非官方的Windows构建版本。2013年fontforgebuilds计划在SourceForge发起并予以扩展；它后来被完全重写，而且现在由Jeremy Tan维护作为官方的Windows软件包。
2012年Dave组织了新的项目网站托管到Github：http://fontforge.github.io （页面存档备份，存于），而且使用募捐款项从教导FontForge初学者到雇用合约web设计师。在他的支持下Ben添加了一个由他展现并在2013年马德里自由图形会议（Libre Graphics Meeting）作为主题的实时协作特性。
2014年随着来自Google的资金支持，Frank Trampe添加了对UFO字体源代码格式的完整格式的支持。

## 使用FontForge开发的自由字体
- Asana-Math
- Beteckna
- Cantarell
- DejaVu字体
- Exo font family[18]
- Free UCS Outline Fonts
- Inconsolata
- Junicode
- Linux Libertine
- M+ Fonts
- OCR-A
- Squarish Sans
- XITS font project
- 所有出自Open Source Publishing Foundry（页面存档备份，存于）的字体（Alfphabet、Belgica-Belgika、Cimatics、Crickx、DLF、Le Patin Helvète、Libertinage、Limousine、Logisoso、Mill、NotCourierSans、OSP-DIN、Polsku Regula、Reglo、Sans Guilt、Sans Guilt Wafer、Univers Else、VJ12、W drogę）